# 플뢰뤼스

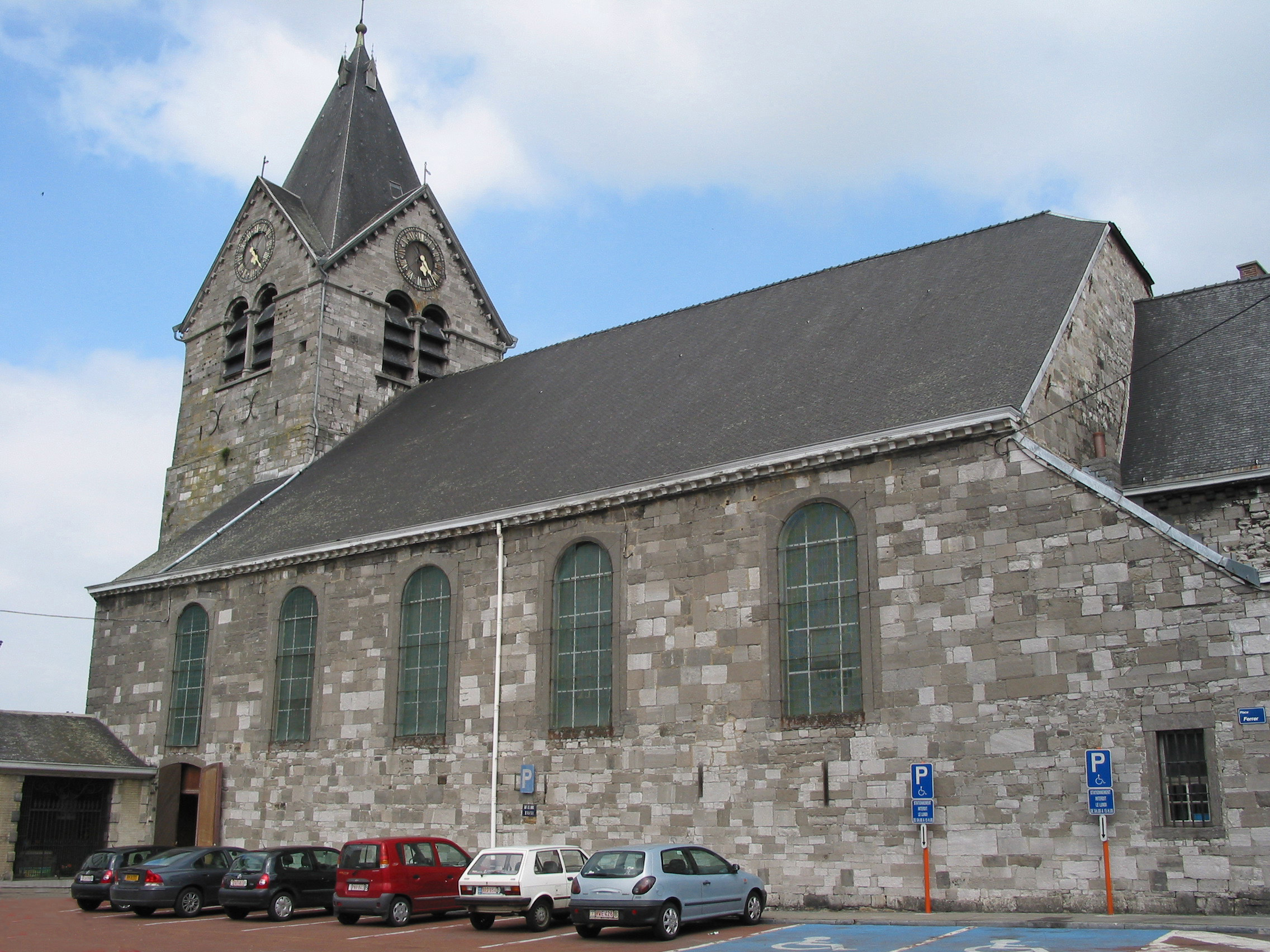
플뢰뤼스

플뢰뤼스의 위치

플뢰뤼스(프랑스어: Fleurus)는 벨기에 왈롱 에노주에 위치한 도시로 면적은 59.28km2, 인구는 22,594명(2013년 1월 1일 기준), 인구 밀도는 380명/km2이다. 30년 전쟁, 9년 전쟁, 프랑스 혁명 전쟁의 전쟁터였던 곳이다.

시 문장